# سفر (فیلم ۱۳۵۱)
سفر فیلمی ۳۴دقیقه‌ای از بهرام بیضایی است که سالِ ۱۳۵۱ ساخته شد.

## داستان
دو پسربچّهٔ کارگرند که یکی در جستجوی پدر و مادرش است و دیگری او را همراهی می‌کند، به این امید که این والدینِ موهوم کارِ بهتری برایشان پیدا خواهند کرد . . .

## در نظرِ دیگران
فضای سفر خیال‌آمیز و افسانه‌وار است. علی میرزایی به یاد آورده که این فیلم «کلی برای» بیضایی «و کانون گرفتاری ایجاد کرد.» کیومرث پوراحمد در مجلّهٔ ستاره سینما (مردادِ ۱۳۵۲) نقدی بر این فیلم نوشت. بهمن مقصودلو این فیلم را «فوق‌العاده» می‌دانسته، از این حیث که «در اتمسفری قوی و در مدتی کوتاه حرفش را می‌زند.» فرّخ غفّاری هم بر آن بوده که سفر «شاید شاهکار او باشد.»

. . . من فیلم "سفر" او را در حد بهترین فیلمهای دنیا می‌دانم.

امیر نادری، ۱۳۶۴

فیلم سفر با تمام زیباییهایش، چه تأثیری روی بچه‌ها می‌گذارد؟

مسعود مهرابی، ۱۳۶۵

## جایزه‌ها[۷]
- جایزهٔ مخصوصِ مجسّمهٔ طلائی از فستیوالِ بین‌المللیِ فیلمهای کودکان و نوجوانان (۱۳۵۱)[۸]
- دیپلمِ دانشکدهٔ علومِ تربیتی از فستیوالِ بین‌المللیِ فیلمهای کودکان و نوجوانان (۱۳۵۱)
- دیپلمِ منتقدانِ سینمایی از فستیوالِ بین‌المللیِ فیلمهای کودکان و نوجوانان (۱۳۵۱)
- جایزهٔ مجسّمهٔ شهرِ فرنگِ طلائی از آرشیوِ فیلمِ ایران
- جایزهٔ بهترین فیلمِ کوتاه از جشنوارهٔ بین‌المللیِ فیلمِ مسکو (۱۹۷۳ میلادی)
- جایزهٔ بهترین فیلمِ کوتاه از جشنوارهٔ بین‌المللیِ فیلمِ شیکاگو (۱۹۷۳ میلادی)